# Johann Kohler
Johann Kohler (7. září 1839 Egg – 23. listopadu 1916 Schwarzach) byl rakouský politik německé národnosti z Vorarlberska, na konci 19. století poslanec Říšské rady.

## Biografie
Profesí byl obchodníkem. Zpočátku ovšem působil jako učitel na národní škole v rodném Eggu.
Angažoval se veřejně a politicky od roku 1868. Byl jedním ze zakladatelů a předáků zemského katolického učitelského spolku. V roce 1893 se stal předsedou křesťansko-sociálního lidového spolku pro Vorarlbersko. Od roku 1888 do roku 1910 vykonával funkci starosty Schwarzachu.
Po delší dobu byl členem zemského výboru (exekutivní orgán Vorarlberského zemského sněmu). Na sněmu zasedal od roku 1870. Zastupoval zde konzervativce. Obhajoval zájmy katolicky orientovaného obyvatelstva, zejména v školských otázkách. Na sněmu setrval do roku 1909, kdy již odmítl znovu kandidovat.
Byl i poslancem Říšské rady (celostátního parlamentu Předlitavska), kam usedl ve volbách roku 1891 za kurii venkovských obcí ve Vorarlbersku, obvod Bregenz, Bregenzerwald atd. Ve volebním období 1891–1897 se uvádí jako Johann Kohler, kupec a starosta, bytem Schwarzach.
V roce 1891 se na Říšské radě uvádí jako člen konzervativního Hohenwartova klubu. V listopadu 1895 podle některých informací tisku odešel na Říšské radě z Hohewartova klubu do nové poslanecké frakce Katolické lidové strany. Počátkem roku 1896 se ale uvádí, že svůj přestup do nové strany popřel.
Zemřel v listopadu 1916.